# Téléphérique d'Alemão
Le Teleférico do Alemão était un système de téléphérique  fonctionnant dans les communautés du Complexo do Alemão, dans la Zone Nord de Rio de Janeiro. Il a été exploité de 2011 à 2016.
Il se compose d'une seule ligne en service, qui compte 6 stations et 3,5 km de long. Le système est devenu opérationnel le 7 juillet 2011.
Le service est inopérant depuis le 14 octobre 2016 en raison du non-paiement du consortium par l'État et de l'usure d'un des câbles de traction . Un autre facteur également souligné pour la suspension était le retour des factions criminelles de trafic de drogue pour contrôler le complexe, avec la fin des Unités Pacificatrices de Police cette année-là, ce qui mettrait la vie des résidents utilisant le téléphérique en danger. Il n'y a pas de prévisions pour la reprise de l'exploitation du système.
Il dessert les communautés suivantes du Complexo do Alemão : Adeus, Alemão, Baiana et Palmeiras. Le système a transporté en moyenne 10 000 passagers par jour en 2012. Il est exploité par 152 cabines, d'une capacité de dix passagers chacune, huit assises et deux debout. Le trajet de la première gare (Bonsucesso) à la dernière (Palmeiras) prend en moyenne seize minutes.

## Histoire
Le Teleférico do Alemão, le premier système de transport de masse par câble au Brésil, a été inauguré le 7 juillet 2011 lors d'une cérémonie en présence de la présidente Dilma Rousseff, du gouverneur Sérgio Cabral et du maire Eduardo Paes. Sa construction a été inspirée par le Metrocable de Medellín qui, comme le Teleférico do Alemão, est intégré aux lignes de train de surface .
En 2016, SuperVia a annoncé qu'elle n'exploiterait plus le système à partir du 7 mars 2016 . À l'époque, le système était exploité par le Consortium Rio Teleféricos.
Le 15 septembre 2016, le secrétaire d'État aux Transports (SETRANS) a annoncé que le téléphérique serait inopérant pendant environ six mois pour maintenance. La raison de l'arrêt du système serait l'évolution de l'usure d'un des câbles en acier utilisés . Le système a vu ses opérations paralysées le 14 octobre 2016 en raison du non-paiement de l'État au Consórcio Rio Teleféricos. Selon SETRANS, il y a des factures impayées depuis avril 2016 et que la priorité du gouvernement était de payer les salaires officiels. La reprise de l'exploitation dépend du remplacement du câble, qui devra être fabriqué en Autriche, et de la disponibilité de ressources pour payer les dépenses du système ;

## Stations
Le système se compose de 6 stations en fonctionnement, toutes surélevées.